# Centro de Ocio y Deportes Tercer Depósito del Canal de Isabel II
El centro de ocio y deportes Tercer Depósito del Canal de Isabel II, popularmente conocido como el parque de Santander, es un complejo de instalaciones deportivas y zonas ajardinadas construido sobre la cubierta del Tercer Depósito del Canal de Isabel II, que se encuentra entre la avenida de Filipinas, la calle de Santander y el paseo de San Francisco de Sales, en el distrito de Chamberí de Madrid.

## Historia y construcción
El tercer depósito se construyó entre 1893 y 1915, empezando con el volumen del vaso. En 1900 se consolidó el suelo y se concedió la obra al ingeniero José Eugenio Ribera. La obra se realizaría en hormigón armado. El 8 de abril de 1905, cuando la obra (en avanzado estado) se estaba realizando, la cubierta se vino abajo, alcanzando a diversos obreros. Hubo 30 obreros muertos y 60 heridos. Este suceso conmocionó la vida madrileña de los inicios del siglo XX. Se acusó desde los periódicos al ingeniero, aunque no fue así desde la prensa especializada de la época. Se abrió un debate centrado en la conveniencia del uso del hormigón armado. Uno de los defensores de Ribera, José Echegaray, describe como principal causa del derrumbe: la ola de calor existente ese año en Madrid. El excesivo calor dilató los nervios de acero del hormigón. A pesar de todo, el tercer depósito se finalizó en 1915.
Ya en el siglo XXI, dentro del Plan General de Ordenación Urbana de la ciudad de Madrid se proyectó la construcción de una zona verde para el uso y disfrute de los vecinos del barrio de Chamberí, ampliando así el ya existente parque de Santander. Sin embargo en la licencia de obra que obtuvo el 18 de marzo de 2003 la Comunidad de Madrid para la construcción del complejo se incluía la construcción de instalaciones destinadas a la práctica de golf con un centenar de puestos de tiro, hoyos y unas redes para contener a las pelotas de treinta metros de altura. Además se preveía la construcción de varios pabellones y el resto de instalaciones que actualmente existen, reduciendo el área prevista para zonas verdes.

### Polémica urbanística
El 16 de octubre de 2006, la Dirección General de Gestión Urbanística ordenó la suspensión inmediata de las obras hasta que la Comunidad de Madrid obtuviera una licencia legal, pues la original sólo contemplaba la construcción de un parque público. Además desde el ayuntamiento, el entonces alcalde Alberto Ruiz-Gallardón se oponía a que donde él y su antecesor, José María Álvarez del Manzano, habían prometido un gran parque público se hiciese un campo de recreo dedicado al pádel y al golf. De hecho ya habían llegado a poner la primera piedra del futuro parque. Por ello, negó la modificación de los permisos justificando su rechazo en que las torres de treinta metros construidas para sostener las redes que circundaban la zona de prácticas, amén de otros elementos, estaban fuera del planeamiento urbanístico.
Aguirre respondió declarando su proyecto de «indudable y excepcional interés público», pues declaró que al parque público autorizado por Gallardón cuando este era presidente regional le había añadido «nuevas y avanzadas instalaciones para el desarrollo de deportes que cuentan con numerosos aficionados en la Comunidad de Madrid, como son el pádel y el golf». Ante esta situación, el Consejo de Gobierno el 18 de enero de 2007 declaró de interés general el proyecto, consiguiendo que se reanudasen las obras aún a no disponer de la licencia municipal pertinente.

### Acciones judiciales

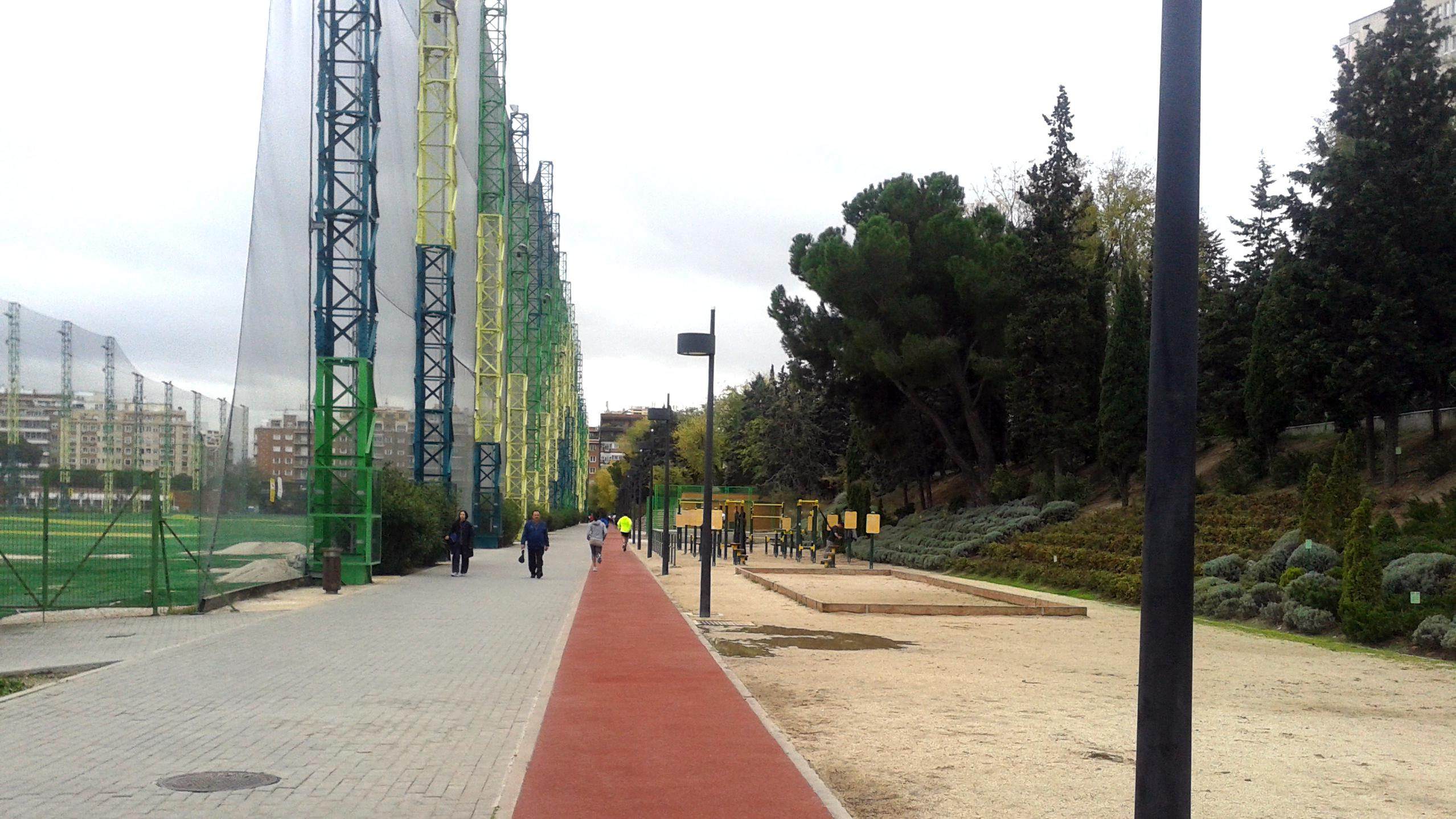
Instalaciones de golf, a la izquierda

Sin embargo será a raíz de un recurso interpuesto por una asociación vecinal de Chamberí cuando la Justicia se pronuncie sobre el tema. Esta asociación interpuso un recurso al Consejo de Gobierno del 18 de enero de 2007 en el que se declaraba el proyecto de interés cultural para esquivar la necesidad de licencia. De esta manera, en enero del 2003, el Tribunal Superior de Justicia de Madrid se pronuncia a favor de los querellantes al manifestar que la Comunidad de Madrid levantó el campo de golf de manera ilegal, sin las licencias necesarias y violando el Plan General de Ordenación Urbana (PGOU) de la ciudad. En enero de 2013 el Tribunal Supremo no acepta a trámite el recurso de casación interpuesto por la Comunidad de Madrid, en sentencia firme, dando por zanjada la vía judicial y reafirmando los hechos de la sentencia anterior. Además, el ente es condenado a costas judiciales.
Las instalaciones, que finalmente ya habían sido inauguradas el 28 de marzo de 2007 por la entonces presidenta de la Comunidad de Madrid, Esperanza Aguirre, después de haber gastado 50 millones de euros en el proyecto; según informó un portavoz del Ejecutivo, este intentaría buscar la vía de resolver el trámite administrativo anulado por la Justicia. En diciembre de 2017 se concretó la demolición de las instalaciones para la práctica de golf —que se llevará a cabo a lo largo de 2018—, al tramitar la Dirección General de Control de la Edificación del Área de Desarrollo Urbano Sostenible del Ayuntamiento de Madrid la licencia para acometer las obras requeridas.

## Características
Las instalaciones deportivas con las que cuenta son:
- Una pista para la carrera continua de 1200 metros, bordeando prácticamente toda la superficie del centro
- Ocho pistas de pádel cubiertas
- Un campo de fútbol.
- Un campo de fútbol siete
- Una pista de baloncesto.
- Una pista de voleibol y otra de voleibol de playa.

## Parque de Santander
Por otra parte el renovado parque de Santander se ha agrandado hasta los 60 000 metros cuadrados. Cuenta con zonas ajardinadas y con árboles como pinos, olivos, manzanos y granados entre otros, con paseos y pérgolas. Cuenta con dos áreas de juegos infantiles, dos zonas para jugar a la petanca, una zona deportiva para mayores; así como dos zonas de mesas de juego de ajedrez. Destaca un estanque con un fondo policromado y un conjunto de fuentes que van cambiando continuamente su caudal.